# 페슈트주

페슈트주의 위치

페슈트주(헝가리어: Pest megye)는 헝가리 중부에 위치한 주로 면적은 6,393.14km2, 인구는 1,213,090명, 인구 밀도는 190명/km2이다. 주도는 헝가리의 수도인 부다페스트이지만 별도의 행정 구역으로 존재한다. 헝가리에서 인구가 가장 많은 주이며 1개 도시주(에르드)와 18개 구(어소드구, 부더케시구, 체글레드구, 더버시구, 두너케시구, 에르드구, 괴될뢰구, 잘구, 모노르구, 너지카터구, 너지쾨뢰시구, 필리슈뵈뢰슈바르구, 라츠케베구, 센텐드레구, 시게트센트미클로시구, 소브구, 바츠구, 베체시구), 47개 시, 139개 마을을 관할한다.
부다페스트 전체를 둘러싸고 있으며 북쪽으로는 슬로바키아와 국경을 접한다. 북동쪽으로는 노그라드주, 동쪽으로는 헤베시주와 야스너지쿤솔노크주, 남쪽으로는 바치키슈쿤주, 서쪽으로는 페예르주, 북서쪽으로는 코마롬에스테르곰주와 접한다. 주내에는 다뉴브강이 흐른다.

주기
주 문장